# Burg Peggau

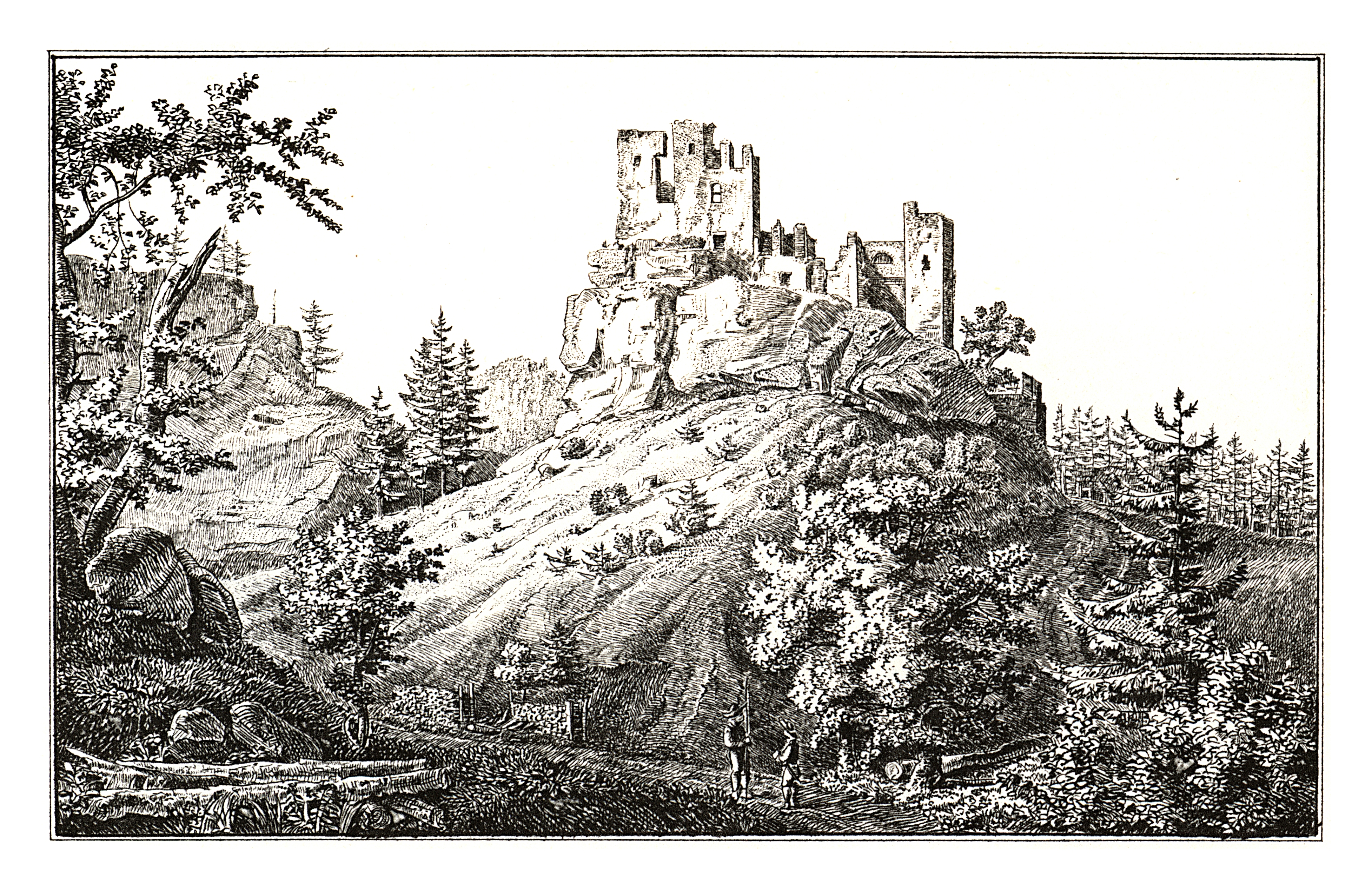
Burgruine Peggau, lith. Kaiser um 1830

Die Burgruine Peggau liegt in der österreichischen Gemeinde Peggau in der Steiermark. Sie wurde wahrscheinlich im 12. Jahrhundert von den Freien von Peggau als Stammburg errichtet. Sie befindet sich heute im Besitz des Stifts Vorau und ist verpachtet. Die Ruine steht unter Denkmalschutz (Listeneintrag).

## Lage
Die Ruine der Spornburg liegt südöstlich von Peggau, am Ausgang des Mitterbachgrabens ins Murtal auf einem Felsen, der nach Norden, Osten und Westen hin steil abfällt. Der Zugang zur Burg verläuft über einen Sattel im Süden.

## Geschichte
Die Burg wurde wahrscheinlich im 12. Jahrhundert von den Freien von Peggau – nach dem Erwerb von Burg Pfannberg bei Frohnleiten als Grafen von Pfannberg bekannt – als Stammburg errichtet und sicherte die Straße vom Murtal nach Tanneben. Sie war bis 1362 Eigentum der Grafen von Pfannberg und wurde während der Adelsverschwörung gegen König Ottokar Přemysl um 1270 zerstört, aber 1276 wieder aufgebaut.
1362 beerbten die Grafen von Montfort zu Bregenz die Pfannberger, und bildeten dort ihre steirische Linie, ab 1373 saßen sie auch auf Peggau. Nach dem Verkauf von Pfannberg übersiedelten sie hierher und nannten sich ab 1515 Montfort-Bregenz-Peggau, beziehungsweise zeitgenössisch Montforth-Bregenz-Beckach. 1574 erlosch die Tettnanger Hauptlinie der vorarlbergischen Montforter, und die Peggauer Beckacher traten ihr Erbe an, 1596 verkauften sie Burg und Herrschaft.

Seit dem Jahr 1652 gehört sie dem Stift Vorau. Als die Vorauer Verwalter 1804 in das neu erbaute Amtshaus an der Bundesstraße übersiedelten, überließ man die Burg dem Verfall.
In den 1990er-Jahren kam es zu Restaurierungsmaßnahmen. Heute wird die Ruine von einem Pächter bewohnt.

## Beschreibung
Die Burg wurde als Spornburg erbaut. Im Norden und teilweise im Osten wurde die Anlage durch eine mächtige Ringmauer gesichert. Ein Tor im Süden stellt den Zugang zur Burg dar. In der nordöstlichen Ecke der Anlage befindet sich der viergeschoßige, im Querschnitt viereckige Bergfried. Er besteht aus einem Quaderbauwerk mit Eckquaderung. Der Zugang zum Erdgeschoß liegt im Norden während der ursprüngliche Zugang zum ersten Stockwerk im Westen liegt. In zwei Stockwerken sind die steinernen Kreuzgewölbe erhalten geblieben.
Zwischen Mauer und Bergfried befinden sich die Reste eines sechseckigen Schalenturms, der wahrscheinlich im 13. Jahrhundert errichtet wurde. Sein Innenraum besteht aus vier ungleichmäßigen Seiten sowie einem Halbrund. Er diente wahrscheinlich im 15. oder 16. Jahrhundert als Alchemistenküche, worauf heute noch der hohe, konisch geformte, sechsseitige Rauchfang hinweist.
Im Westen, direkt über der Felswand befindet sich die Ruine des Wohntraktes. An diese schließt sich im Norden die 1404 erstmals erwähnte, der heiligen Lucia geweihte Burgkapelle an. Während der Restaurierungsarbeiten in den 1990ern wurde im Innenhof ein Rollsteinpflaster freigelegt. Dem heutigen Pächter wurde für die Dauer der Pacht erlaubt, im nördlichen Teil des Burghofes eine als Wohnbau dienende Holzriegelkonstruktion zu errichten.